# 短阿科鰕虎鱼
短阿科鰕虎魚（学名：Akko brevis），是一种原产于从萨尔瓦多到巴拿马的中东部太平洋的虾虎鱼。它通常存在于河口和红树林的黑色泥泞底部。

## 扩展阅读
維基物種上的相關：短阿科鰕虎魚
- WoRMS数据：http://www.marinespecies.org/aphia.php?p=taxdetails&id=279531 （页面存档备份，存于）